# Anisodes rufidorsata
Anisodes rufidorsata là một loài bướm đêm trong họ Geometridae.